# Eurytoma parvula
Eurytoma parvula is een vliesvleugelig insect uit de familie Eurytomidae. De wetenschappelijke naam is voor het eerst geldig gepubliceerd in 1876 door Thomson.